# Shimmer
«Shimmer» es el primer sencillo grabada por la banda de rock estadounidense Fuel, de su primer álbum, Sunburn. 
Escrito por Carl Bell, el sencillo alcanzó el # 2 en el Billboard Modern Rock Tracks gráficos, #11 en el Mainstream Rock Tracks chart, #37 en el adulto Top 40 de la carta y en el #42 en el Billboard Hot 100.

## Vídeo musical
El vídeo musical cuenta con la banda tocando la canción (sobre todo centrado en el cantante Brett Scallions) y tiene destellos cortos a cosas como un niño madre y el niño y un perro. Dirigida por Josh Taft el tema fragmentos de películas del pasado y del presente dibuja muy fuertemente de las letras de las canciones de un amor brillante que, si bien partiendo fascinante, pero se puede y con el tiempo se desvanecen y ser arrancado a través de la distancia y el abandono emocional. Las visiones se concentran en la posición de una familia potencial pasado en la vida cuentacuentos como visiones sanas de un embarazo de la mujer en un vestido blanco, un padre sin rostro con un bebé, un pez de oro y un perro de la familia entrar en foco, pero rara vez se ven claramente como los desenfoques de cámara y nos atrae rápidamente. Como las letras muelen en la descripción de los compromisos previos con el antagonista femenina Taft nos lleva de repente a la comprensión de que el pez de oro está muerta, el perro de la familia difumina distancia y el bebé deja de moverse y retrocede a una forma ennegrecida frío. La llegada de un antagonista femenino arenas simbólicas de tiempo de caída a través de sus manos extendidas anuncia la llegada de una nueva vida como la canción llega a su clímax. El viaje en coche protagonistas de él deriva lentamente pero con seguridad a lo largo y posiblemente fuera de la casa-vida muerta, pero el pez de oro ahora se vuelve a unir aumentado por una visión más clara de ahora el perro de la familia y la vida se retorcía del bebé en una declaraciones de armas. El director ha hecho alusión a un espacio vacío emocional; una casa de muertos por su falta de mobiliario, se escurre el color y la objetividad individual, pero parece sugerir que el cantante se convierte en narrador del enmarcado en el pasado, mientras que los otros viven en como se sugiere en la escena final.

## Lista de canciones
1. «Shimmer» - 3:31
2. «Walk the Sky» - 3:19
3. «Sunday Girl» - 3:41

### Shimmer import CDs
1. «Shimmer»
2. «Shimmer» (versión acústica)